# Torri del Cremlino

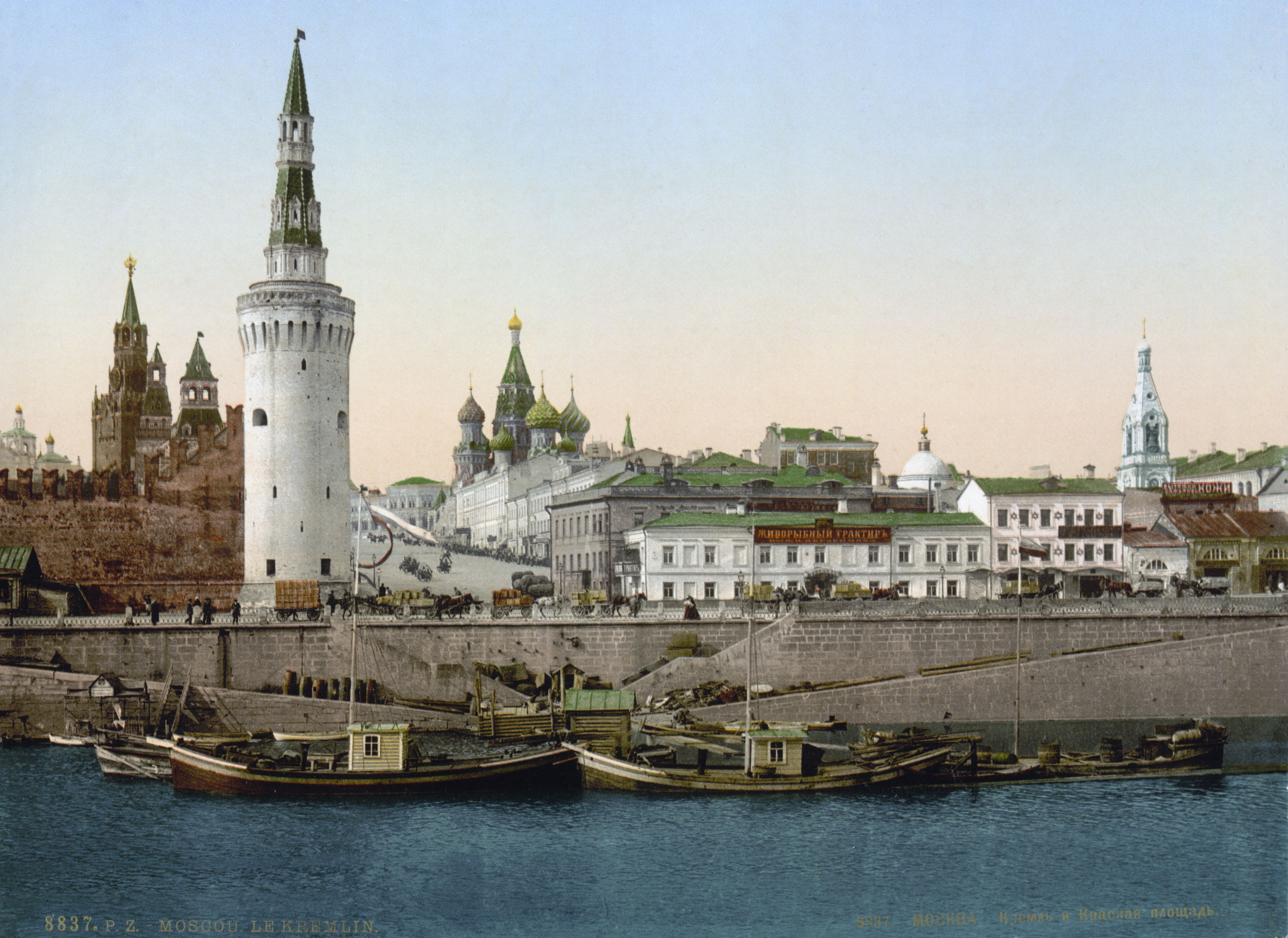
Torri del Cremlino di Mosca, XIX secolo.

Elenco delle torri del Cremlino di Mosca.

## Torre Borovickaja

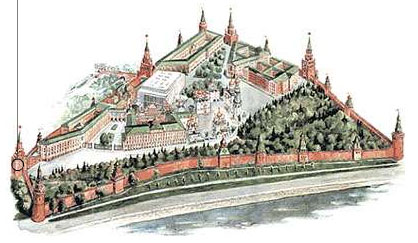
Ubicazione della torre Borovickaja

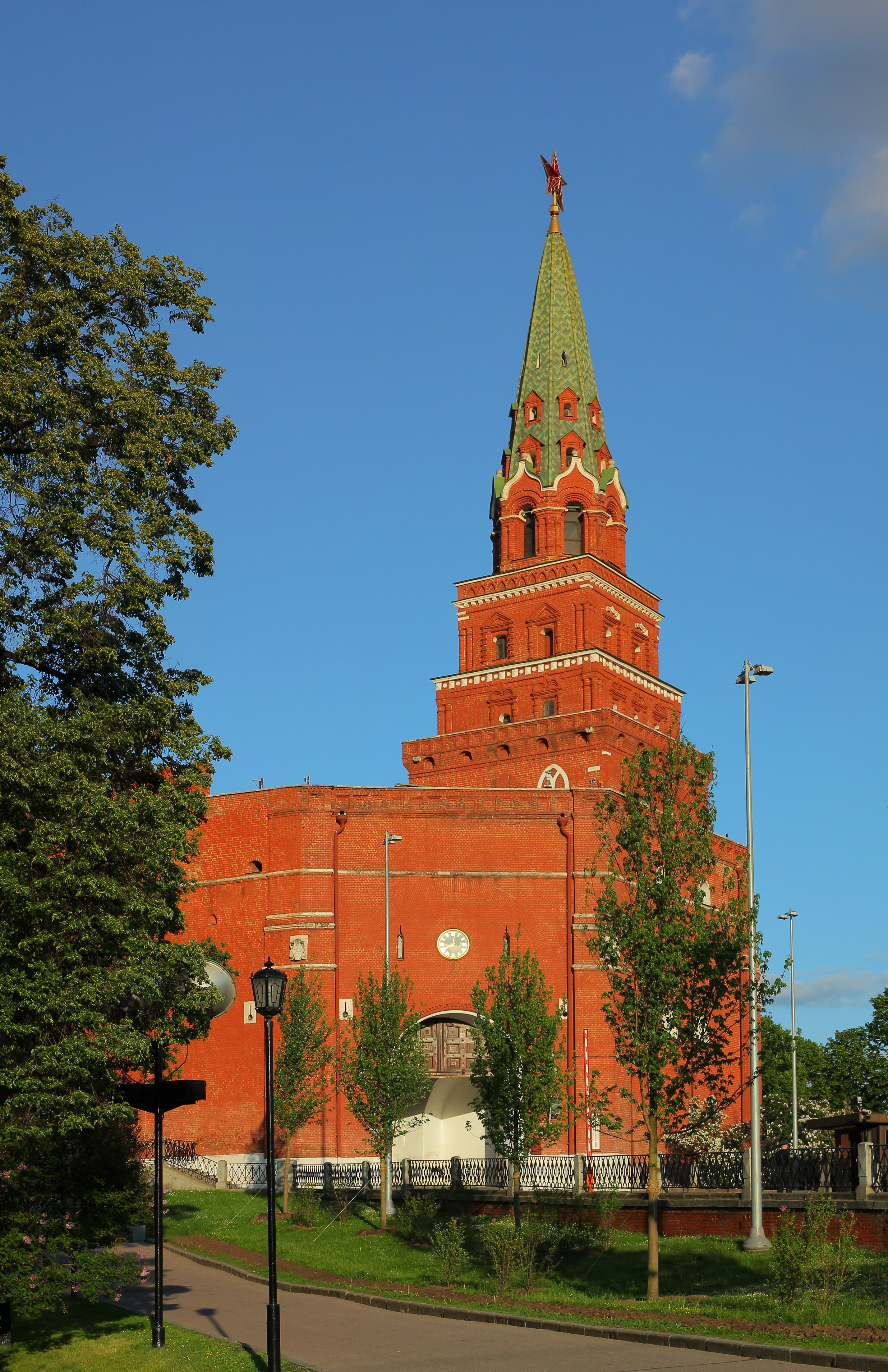
La torre Borovickaja

La torre Borovickaja (in russo Боровицкая башня?, Borovickaja bašnja) è una torre angolare attraversata da un passaggio, collocata nella zona occidentale delle Mura del Cremlino. Deve il suo nome alla collina Borovickij (in russo Боровицкий холм?, Borovickij cholm), uno dei sette colli sui quali sorge Mosca. La torre fu costruita nel 1490 - sui resti di una più antica porta del Cremlino - dall'architetto italiano Pietro Antonio Solari su ordine dello zar Basilio III di Russia. Nel 1658, per ordine dello zar Alessio I di Russia, la torre fu rinominata Predtečenskaja (dal termine in russo предтеча?, predteča ovvero "il precursore") in onore della chiesa di Giovanni Battista il Precursore, che sarebbe stata in seguito demolita per far luogo alla costruzione del Palazzo dell'Armeria. La nuova denominazione, comunque, non divenne mai popolare. Nel 1812, la torre fu danneggiata da un'esplosione avvenuta durante la ritirata napoleonica dalla Russia. Durante il periodo 1817-1819 la torre fu restaurata dall'architetto Osip Bove. Nel 1935, i sovietici installarono una stella rossa sulla sommità. Includendo la stella, l'altezza della torre raggiunge i 54,05 metri.
Coordinate geografiche: 55.748909°N 37.61252°E.

## Torre Vodovzvodnaja

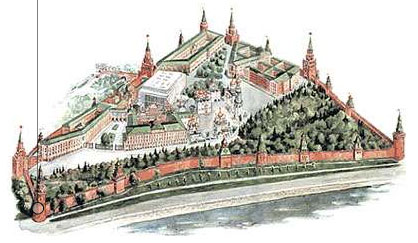
Ubicazione della torre Vodovzvodnaja

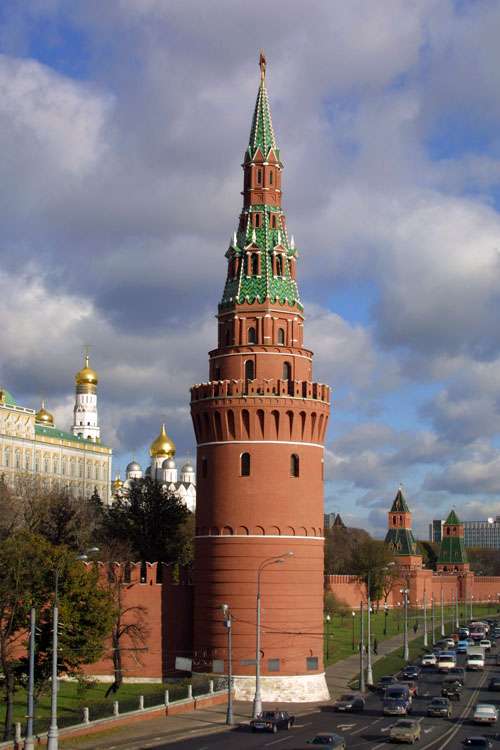
La torre Vodovzvodnaja

La torre Vodovzvodnaja (in russo Водовзводная башня?, Vodovzvodnaja bašnja) è una torre angolare situata nella zona sudoccidentale del Cremlino, in posizione dominante rispetto alla Moscova.
Fu costruita nel 1488 dall'architetto italiano Antonio Gislardi (noto in Russia anche come Anton Friazin). Originariamente, la torre era denominata Sviblova (Свиблова башня), dal nome della famiglia di boiardi Sviblov, che a lungo aveva vissuto in una casa adiacente alla torre sul lato del Cremlino. La torre fu poi rinominata Vodovzvodnaja nel 1633 in seguito all'installazione di un macchinario per il rifornimento dell'acqua ("vodovzvodnaja" può essere infatti tradotto con la locuzione "sollevamento d'acqua"). Nel 1805 la torre fu smantellata in seguito all'eccessivo degrado e ricostruita da capo. Nel 1812, l'esercito francese in ritirata la danneggiò profondamente. La torre fu restaurata tra il 1817 ed il 1819 da Osip Bove.
La torre è alta 61,85 m. 
Coordinate geografiche: 55.748106°N 37.613647°E.

## Torre Blagoveščenskaja

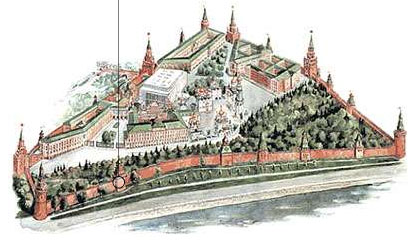
Ubicazione della torre Blagoveščenskaja

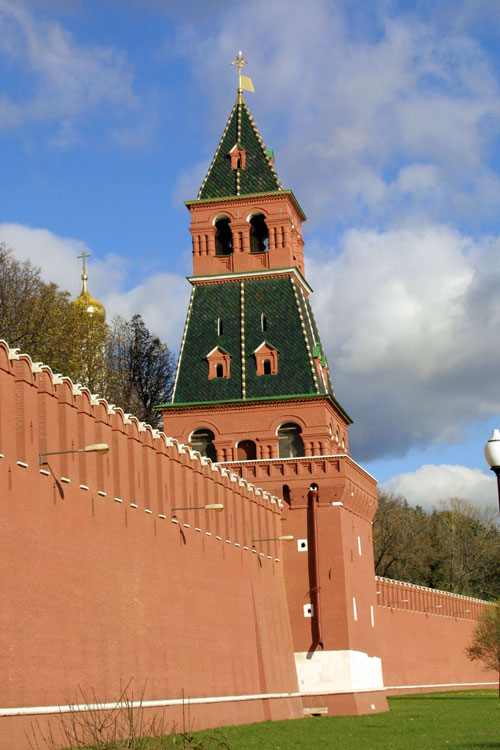
La torre Blagoveščenskaja

La torre Blagoveščenskaja (in russo Благовещенская башня?, Blagoveščenskaja bašnja), anche nota come la Torre dell'Annunciazione, è stata costruita tra il 1487 ed il 1488. Alla sua base si trovano lastre di pietra calcarea risalenti ancora al XIV secolo, epoca in cui il Cremlino di Mosca era di pietra bianca. Durante il regno di Ivan il Terribile, la torre veniva usata come prigione. Il nome della torre deriva dalla miracolosa Icona dell'Annunciazione - che un tempo ivi era custodita - ed è stato inoltre associato alla Chiesa dell'Annunciazione, annessa alla torre all'inizio del XVIII secolo e demolita nel 1932. Durante il XVII secolo, vennero costruite nelle vicinanze le porte di Portomoyniye, per permettere alle lavandaie di corte di raggiungere il salto di Portomoiny sulla Moscova per sciacquare i panni. Le porte furono murate nel 1813.
La torre raggiunge un'altezza di 30,7 metri, che diventano 32,45 considerando la banderuola che nel 1932 sostituì la croce originaria.
Coordinate geografiche: 55.748722°N 37.615192°E.

## Torre Tajnickaja

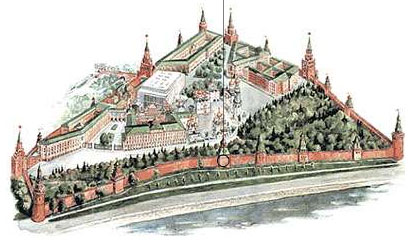
Ubicazione della torre Tajnickaja

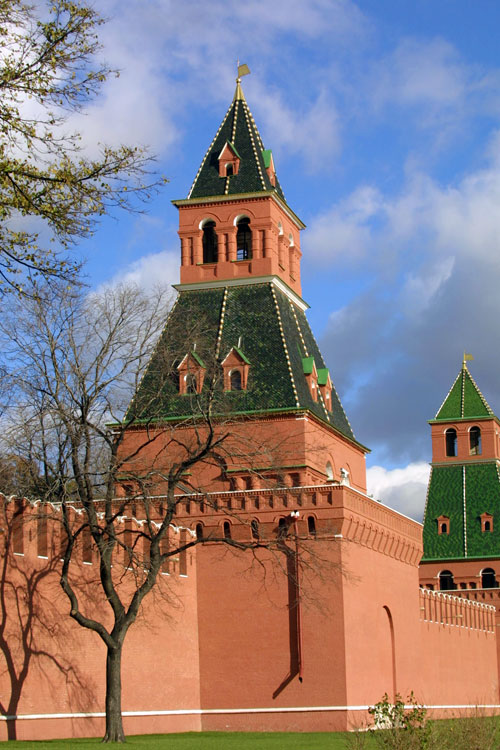
La torre Tajnickaja

La torre Tajnickaja (in russo Тайницкая башня?, Tajnickaja bašnja; talvolta denominata anche come Водяная башня, traslitt. Vodjanaja bašnja ovvero "Torre dell'Acqua") è una torre perimetrale del lato meridionale del Cremlino di Mosca. 
Fu costruita nel 1485 da Antonio Gilardi come porta del Cremlino di pietra bianca Dmitrij Donskoj. L'originaria Torre Tajnickaja era dotata di un pozzo d'acqua segreto e di un tunnel sotterraneo che conduceva alla Moscova: da ciò deriva la denominazione attuale, che in russo significa appunto "torre segreta". 
Nel 1770 la torre fu smantellata in concomitanza con la costruzione del Gran Palazzo del Cremlino, progettato da Vasilij Baženov e ricostruita durante gli anni settanta del Settecento. 
Tra il 1930 ed il 1933 la porta d'accesso fu murata ed il pozzo riempito.
La Torre è alta 38,4 m.
Coordinate geografiche: 55.749374°N 37.617863°E.

## Prima torre senza nome

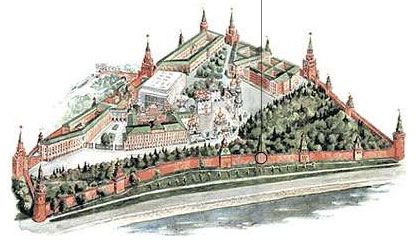
Ubicazione della prima torre senza nome

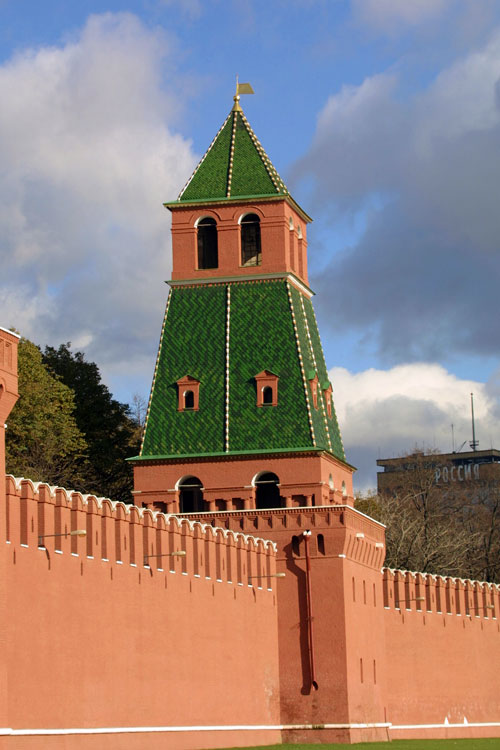
La prima torre senza nome

La prima torre senza nome (in russo Первая Безымянная башня?, Pervaja Bezymjannaja bašnja) fu costruita vicino alla Tajnickaja durante gli anni ottanta del XV secolo.
Assolveva funzione prettamente difensiva. Nel 1547 la torre fu distrutta da un incendio causato dall'esplosione della polvere da sparo ivi stipata; la ricostruzione avvenne durante il corso del XVII secolo.
Nel 1770 la torre fu smontata in modo da creare spazio per la costruzione del Gran Palazzo del Cremlino. Una volta terminata la costruzione del palazzo, la torre venne ricostruita nel 1783, più vicina alla Torre Tajnickaja. 
Nel 1812, la torre fu fatta saltare dalle truppe napoleoniche in ritirata, ma fu in breve restaurata nelle sue forme originali dall'architetto Osip Bove.
La torre raggiunge un'altezza di 34,15 m.
Coordinate geografiche: 55.749495°N 37.618968°E.

## Seconda torre senza nome

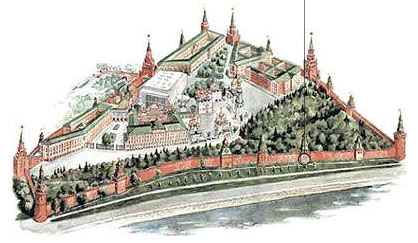
Ubicazione della seconda torre senza nome

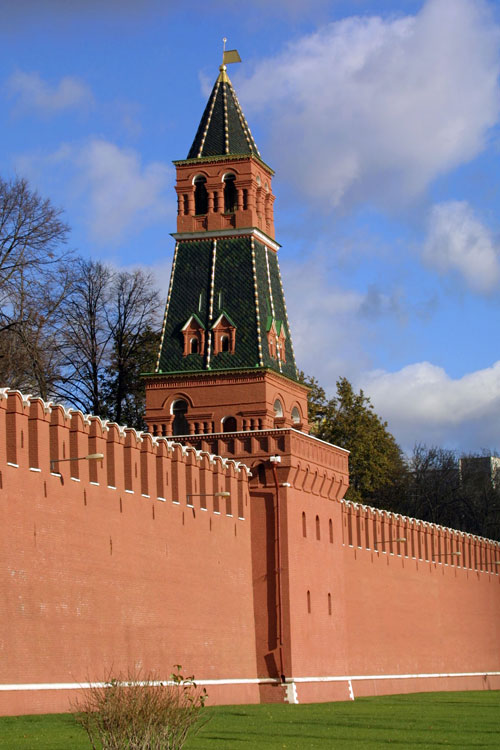
La seconda torre senza nome

La seconda torre senza nome (in russo Вторая Безымянная башня?, Vtoraja Bezymjannaja bašnja) fu eretta verso la metà del XV secolo con esclusivi scopi difensivi. Nel 1680, una struttura quadrangolare ed un tetto piramidale fortemente inclinato - dotato di torretta d'osservazione - furono aggiunti nella porzione superiore della torre. L'insieme è coronato da una cuspide a otto spicchi ed una banderuola.
Coordinate geografiche: 55.749615°N 37.620363°E.

## Torre Petrovskaja

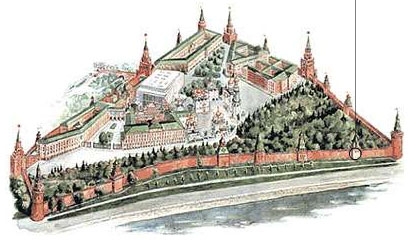
Ubicazione della torre Petrovskaja

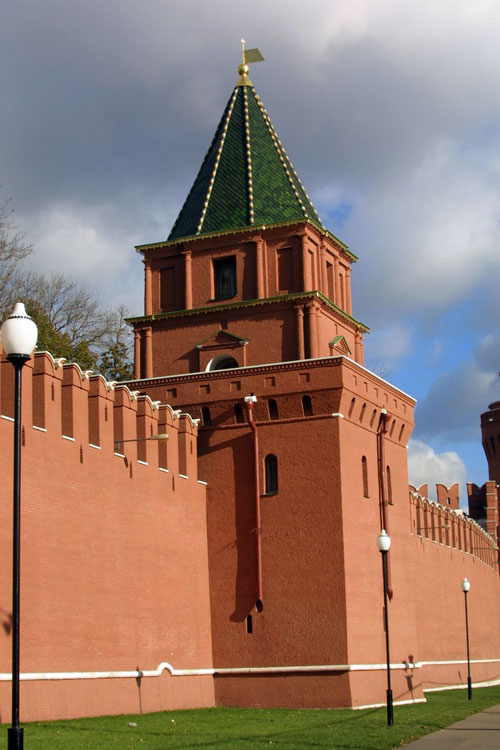
La torre Petrovskaja

La torre Petrovskaja (in russo Петровская башня?, Petrovskaja bašnja) deve la propria denominazione alla Chiesa del Metropolita Pietro, parte della missione del Monastero di Ugreši (ora Dzeržinskij), situata all'interno del Cremlino nei pressi della torre stessa.
La torre venne distrutta dal fuoco dei cannoni durante l'invasione polacca del 1612 e successivamente restaurata. Nel 1771 fu demolita nuovamente per lasciare spazio al nascente Gran Palazzo del Cremlino, e per la seconda volta ristabilita nel 1783. Osip Bove curò infine l'ultimo restauro nel 1818, durante gli interventi di ripristino delle torri danneggiate nel 1812 dai soldati napoleonici in ritirata da Mosca.
La Torre Petrovskaja veniva usata come edificio di servizio dai giardinieri del Cremlino. La torre raggiunge l'altezza di 27,15 m.
Coordinate geografiche: 55.7497°N 37.622015°E.

## Torre Beklemiševskaja

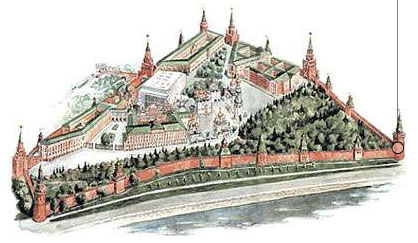
Ubicazione della torre Beklemiševskaja

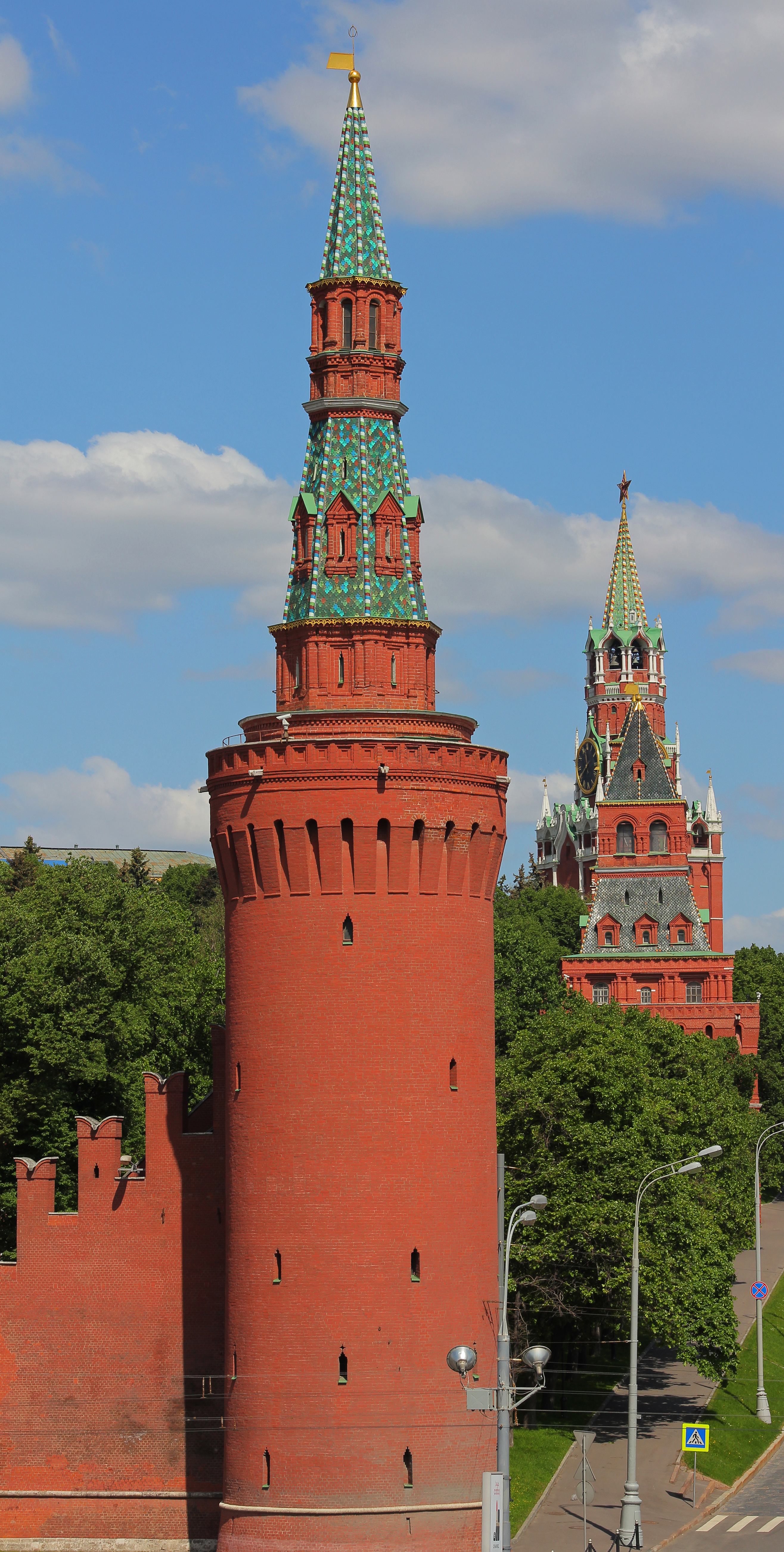
La torre Beklemiševskaja

La Torre Beklemiševskaja (in russo Беклемишевская башня?, Beklemiševskaja bašnja, nota anche come Москворецкая башня, trasl. Moskvoreckaja bašnja ovvero "Torre Moskvoreckaja") è una torre angolare situata a sud-est del Cremlino, presso il fiume Moscova.
La torre fu costruita tra il 1487 ed il 1488 dall'architetto italiano Marco Ruffo. 
Deve il suo nome al boiardo Ivan Nikitinič Beklemiš, la cui abitazione era adiacente alla torre dalla parte del Cremlino. La torre fu costruita per proteggere il guado e l'attraversamento della Moscova. 
Si trovava al di sotto della torre il cosiddetto sotterraneo "d'ascolto", utilizzato per prevenire che eventuali nemici potessero raggiungere il Cremlino scavando un passaggio. 
Durante la Rivoluzione d'ottobre del 1917 la vetta della torre fu danneggiata da una bomba, ma venne ripristinata l'anno successivo per mano dell'architetto I. V. Rylskij.
La torre è alta 46,2 m.
Coordinate geografiche: 55.749742°N 37.623239°E.

## Torre Konstantino-Eleninskaja

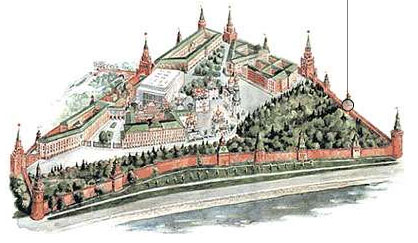
Ubicazione della torre Konstantino-Eleninskaja

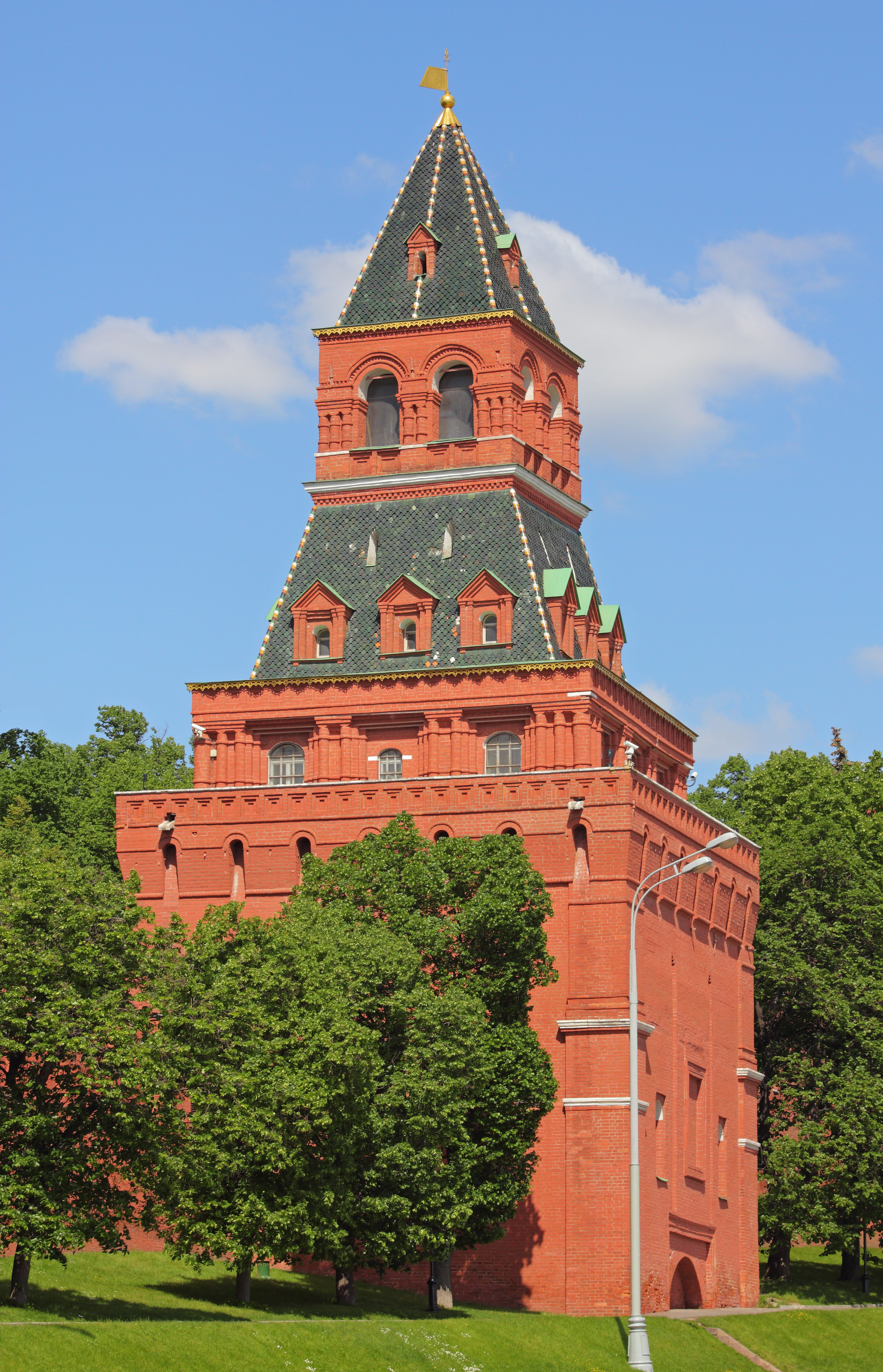
La torre Konstantino-Eleninskaja

La torre Konstantino-Eleninskaja (in russo Константино-Еленинская башня?, Konstantino-Eleninskaja bašnja) è situata sul lato orientale delle mura del Cremlino e domina la cosiddetta Scarpata di Basilio (in russo Васильевский спуск?, Vasil'evskij spusk), che ha inizio dalla Piazza Rossa e termina sulla Moscova. 
La torre fu costruita nel 1490 dall'architetto Pietro Antonio Solari con funzione portale per il Cremlino in pietra bianca. Deve la propria denominazione alla Chiesa di Costantino ed Elena, risalente alla seconda metà del XVII secolo e demolita in età sovietica nel 1928.
La torre era dotata di fornici e di ponte levatoio protetti costantemente dalle guardie. Tra la fine del XVIII secolo e l'inizio del XIX, le porte furono tamponate ed il ponte dismesso.
La torre raggiunge un'altezza di 36,8 m.
Coordinate geografiche: 55.751179°N 37.622359°E.

## Torre Nabatnaja

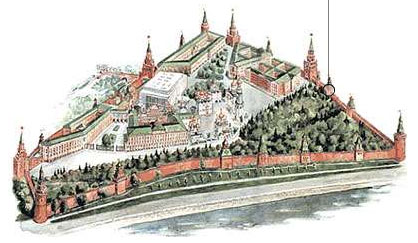
Ubicazione della torre Nabatnaja

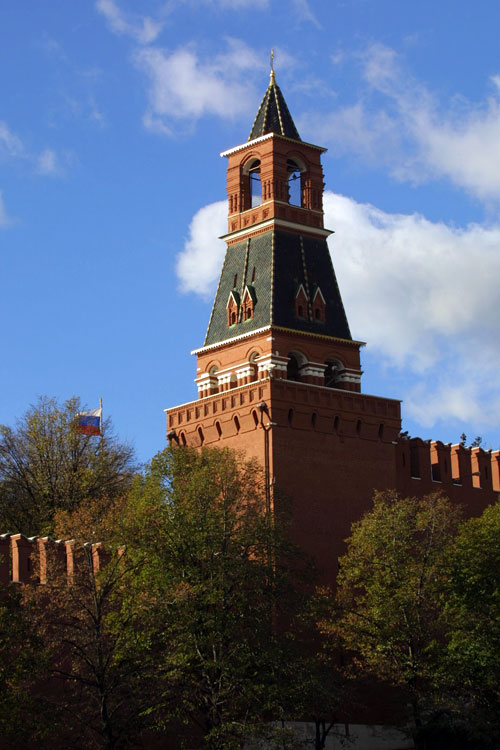
La torre Nabatnaja

La torre Nabatnaja (in russo Набатная башня?, Nabatnaja bašnja) è una torre della sezione sudorientale delle Mura del Cremlino, costruita nel 1495. Raggiunge l'altezza di 38 metri.
La torre ha a lungo alloggiato nella propria sommità una campana utilizzata per avvisare la cittadinanza in caso di incendio o altri avvenimenti d'emergenza che accadevano all'interno del Cremlino o della Piazza Rossa. Il termine Nabatnaja, deriva infatti dall'antico lemma russo набат (nabat) che significa "allarme".
Nel 1680 il maestro campanario Fedor Dmitriev fuse la cosiddetta campana Nabatnij (campana d'allarme), dal peso di 150 pud - equivalenti a 2,45 tonnellate - e provvedette alla sua installazione. La campana in seguito si danneggiò e fu nuovamente forgiata da Ivan Motorin il 30 giugno 1714. Il suono della campana funse da segnale per le spontanee sollevazioni dei moscoviti durante la peste bubbonica del 1771, rivolte che sarebbero in seguito divenute famose come la rivolta della peste.
Su ordine di Caterina la Grande, il batacchio della campana fu rimosso dopo queste insurrezioni. La campana muta rimase comunque collocata nella propria sede originaria per ulteriori trent'anni. Agli inizi del XIX secolo fu rimossa e trasferita nell'Arsenale del Cremlino, dove tutt'oggi è ospitata nel vestibolo.
Coordinate geografiche: 55.751843°N 37.621908°E.

## Torre Carskaja

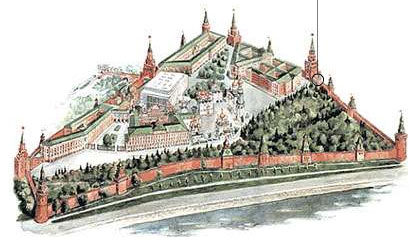
Ubicazione della torre Carskaja

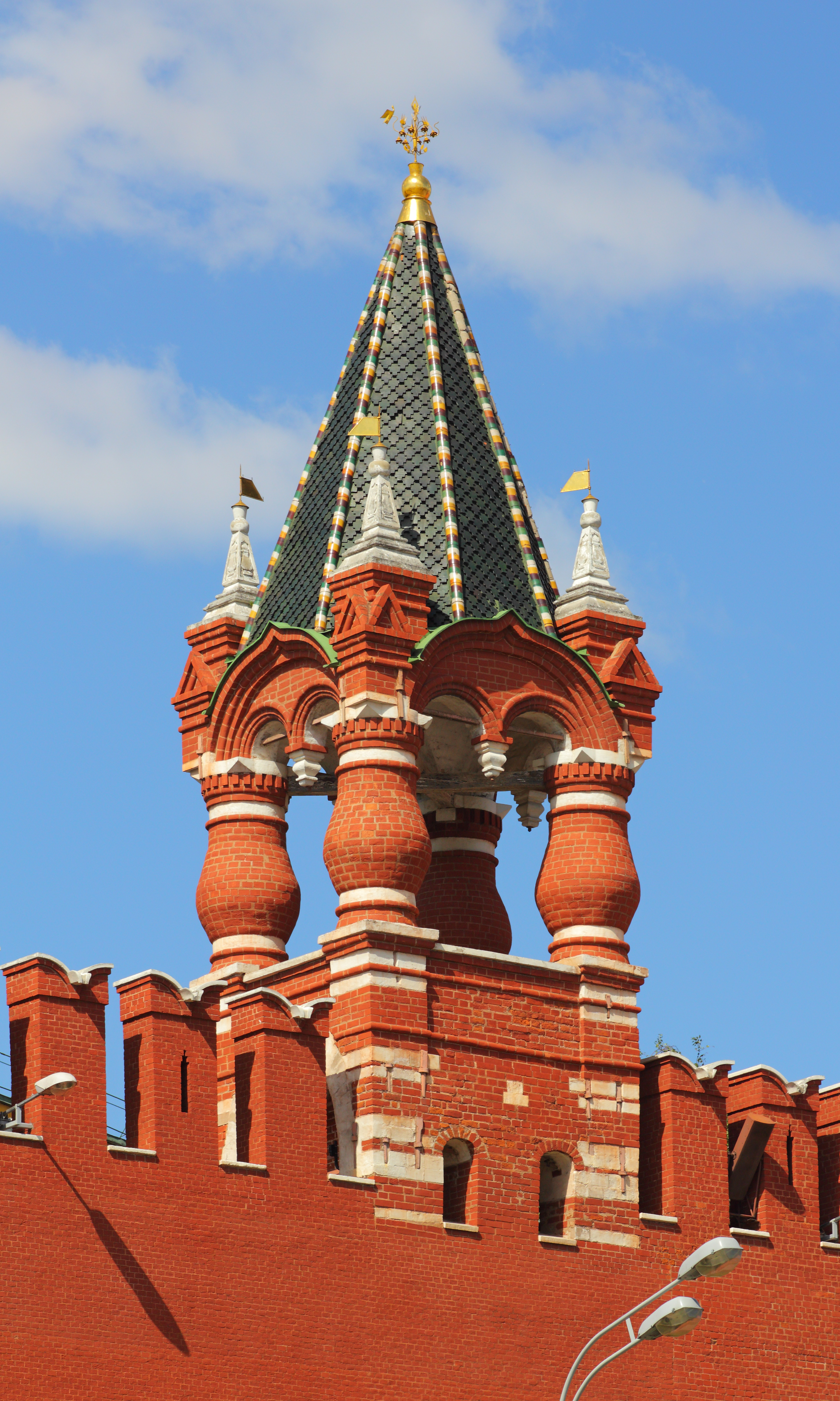
La torre Carskaja

La torre Carskaja (in russo Царская башня?, Carskaja bašnja, ossia "Torre dello Zar") è la più recente e la più piccola tra le torri; la sua costruzione risale al 1680. Non è una vera e propria torre, è piuttosto un baldacchino di pietra, una camera aperta - coperta da un tetto a tenda - posizionata direttamente al di sopra delle mura. In precedenza, era collocata al suo posto una torretta in legno, dalla quale la leggenda vuole che lo zar Ivan il Terribile si affacciasse per osservare ciò che accadeva nel frattempo sulla Piazza Rossa. Da qui la denominazione di Torre dello Zar. Si possono notare le fasce in pietra bianca intorno alle colonne, le piccole piramidi angolari coronate da bandiere dorate e l'importante tetto a tenda coronato da una banderuola aurea.
Coordinate geografiche: 55.752284°N 37.621608°E.

## Torre Spasskaja

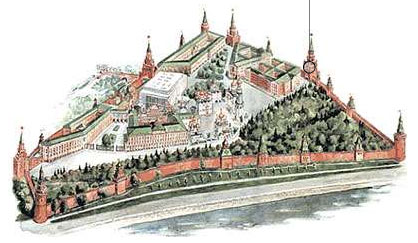
Ubicazione della torre Spasskaja

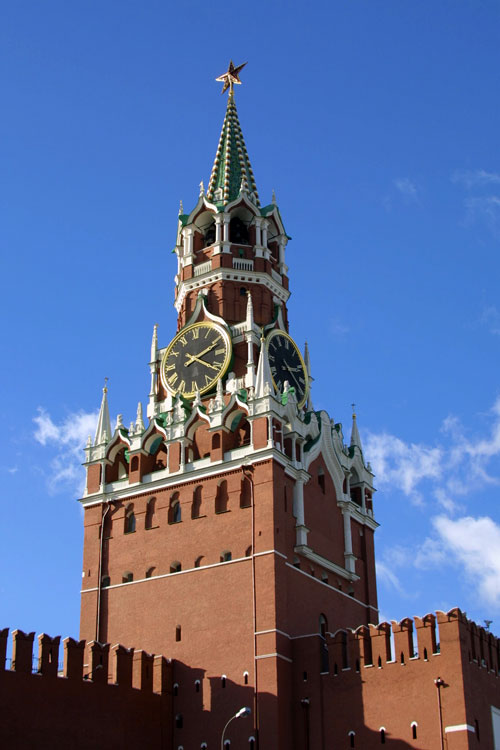
La torre Spasskaja

La torre Spasskaja (in russo Спасская башня?, Spasskaja bašnja, ossia "Torre del Salvatore"), situata nella porzione orientale delle mura, è la torre principale ed è attraversata da un passaggio. Domina la Piazza Rossa. 
La torre Spasskaja fu costruita nel 1491 dall'architetto Pietro Antonio Solari. Inizialmente era denominata Torre Frolovskaja, in onore della Chiesa di Frol e Lavr, interna al Cremlino di Mosca (ad oggi non più esistente). L'attuale denominazione della torre è invece riferita all'icona di Spas Nerukotvornij (Divino Salvatore), che era stata collocata al di sopra del portale della torre stessa nel 1658 (attualmente non più presente nella stessa collocazione).
La torre Spasskaja fu la prima ad essere coronata con tetto spiovente tra il 1624 ed il 1625 da Bažen Ogurcov e Christopher Galloway (quest'ultimo, scozzese, oltre che architetto era anche orologiaio). Secondo numerose testimonianze storiche, l'orologio visibile sulla torre è stato installato in un periodo antecedente al 1585. È spesso semplicemente indicato come l'Orologio del Cremlino (in russo Кремлёвские куранты?, Kremlëvskie kuranty).
Nel 1935, fu posizionata una stella rossa sulla sommità della torre. 
Inclusa la stella, l'altezza raggiunta dalla torre Spasskaja è di 71 metri.
Coordinate geografiche: 55.752544°N 37.621425°E.

## Torre Senatskaja

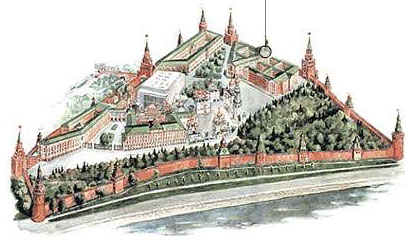
Ubicazione della torre Senatskaja

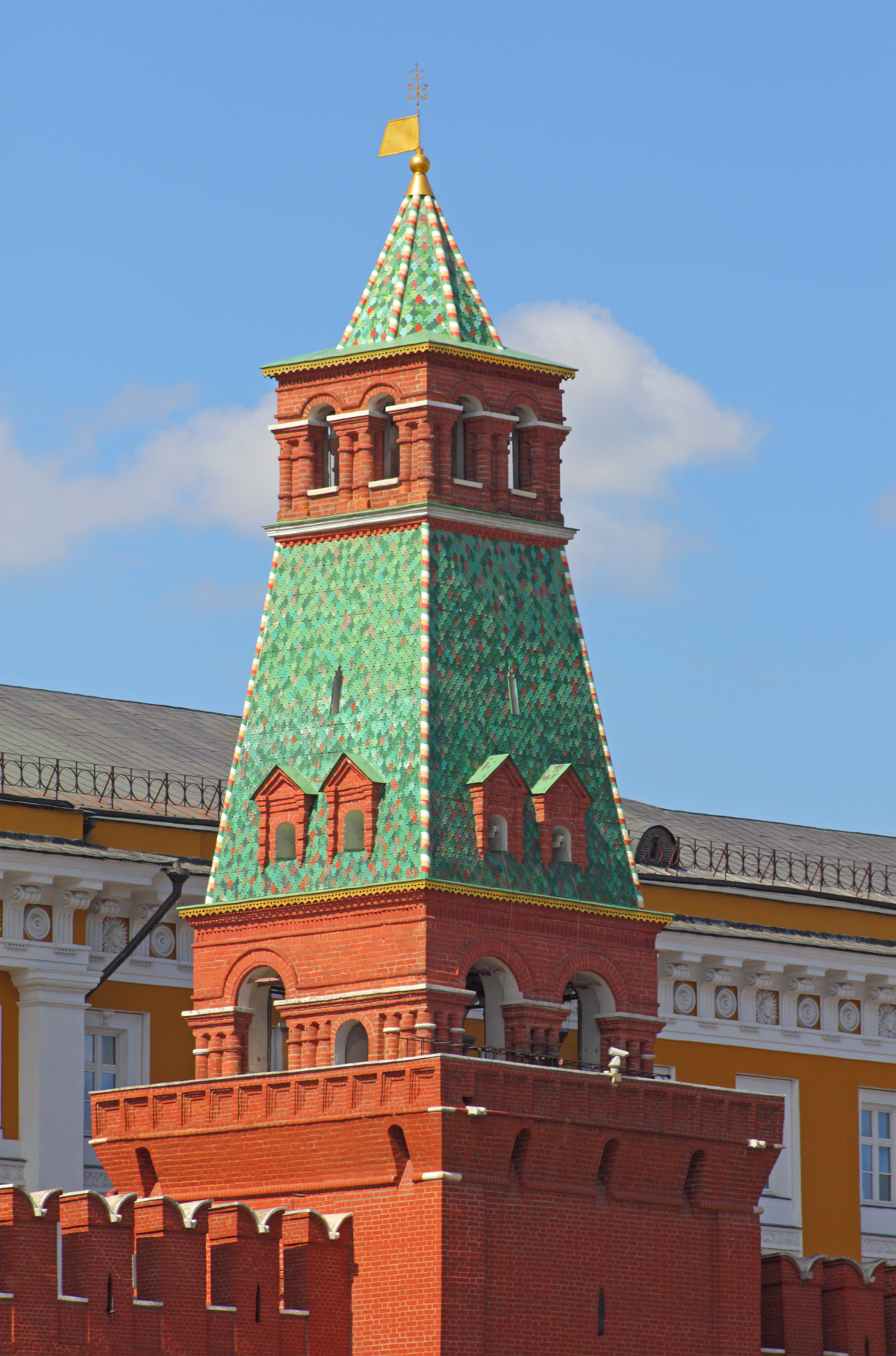
La torre Senatskaja

La torre Senatskaja (in russo Сенатская башня?, Senatskaja bašnja) fu costruita nel 1491 da Pietro Antonio Solari con funzioni puramente difensive: protegge infatti il Cremlino dal lato della Piazza Rossa. A lungo rimase senza nome: fu solo nel 1787 - in corrispondenza con la costruzione del Senato del Cremlino ad opera di Matvej Kazakov - che ricevette l'attuale denominazione.
All'interno, nel corpo centrale della torre si trovano tre livelli di stanze voltate. Nel 1860 il tetto piano della torre fu sormontato con un tetto a spioventi coronato da una banderuola dorata.
La torre raggiunge l'altezza di 34,3 m.
Coordinate geografiche: 55.753449°N 37.619548°E.

## Torre Nikol'skaja

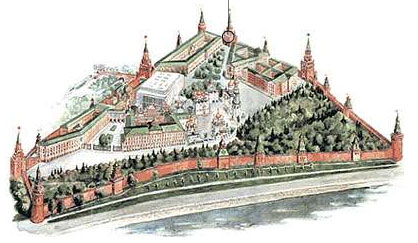
Ubicazione della torre Nikol'skaja

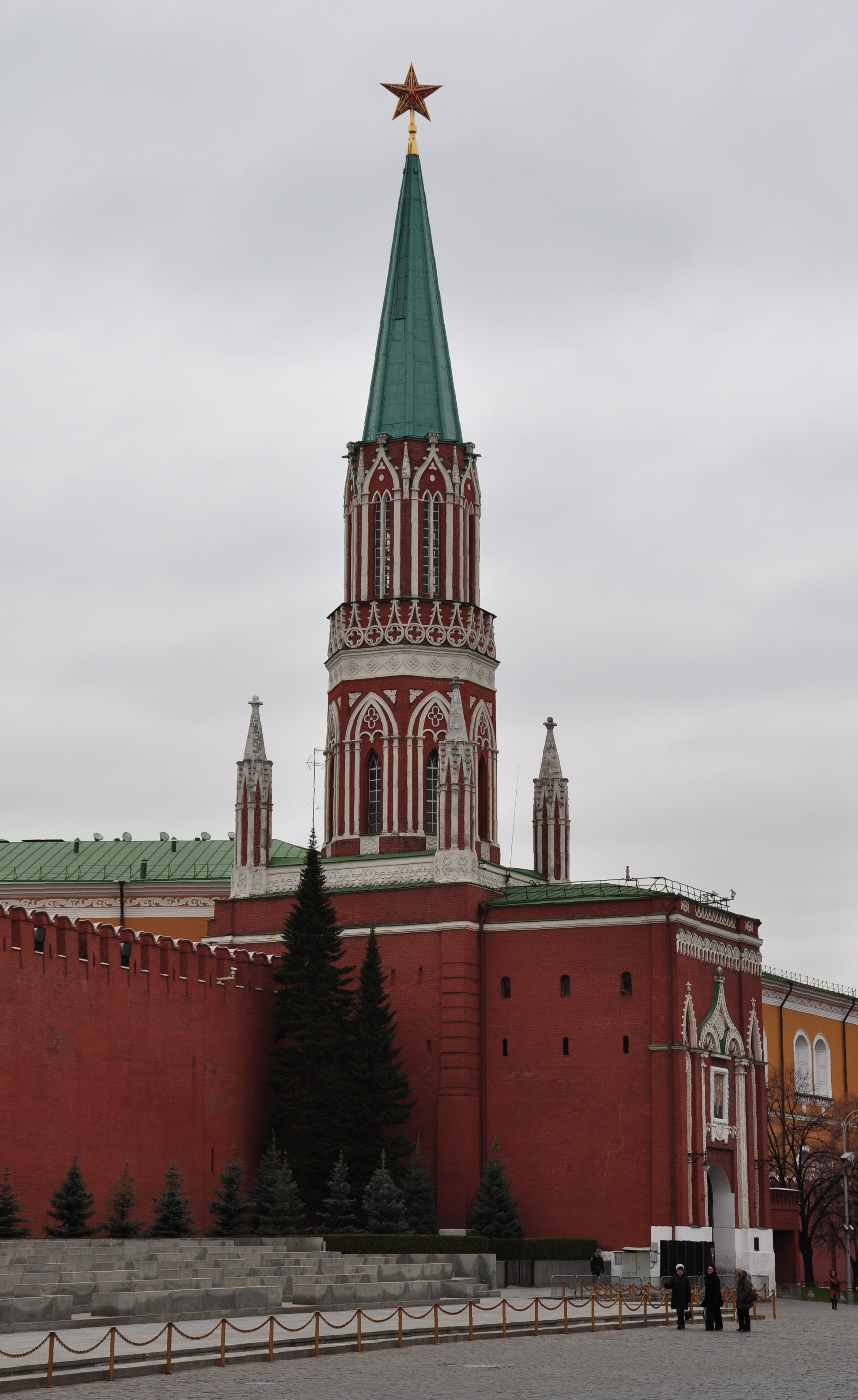
La torre Nikol'skaja

La torre Nikol'skaja (in russo Никольская башня?, Nikol'skaja bašnja), una delle torri del Cremlino di Mosca attraversate da un passaggio, si trova nella porzione orientale delle mura. Vicina al Museo Storico di Stato, domina la Piazza Rossa.
La torre fu costruita nel 1491 ad opera dell'architetto Pietro Antonio Solari. Deve il proprio nome al Monastero Greco di Nikolaevskij (Nikolskij), non più presente in loco. Nel 1806 la torre fu ricostruita secondo caratteri neogotici dall'architetto Carlo Rossi. Nel 1812 la sommità della torre fu distrutta dalle truppe napoleoniche in ritirata; il restauro fu curato nel 1816 da Osip Bove.
Fu nuovamente danneggiata in maniera grave dal fuoco d'artiglieria durante la Rivoluzione d'ottobre nel 1917 e successivamente restaurata da Nikolaj Markovnikov.
Nel 1935 fu installata sulla sommità della torre una stella rossa.
Inclusa la stella, la torre è alta 70,4 m.
Coordinate geografiche: 55.754421°N 37.617713°E.

## Torre Arsenal'naja angolare

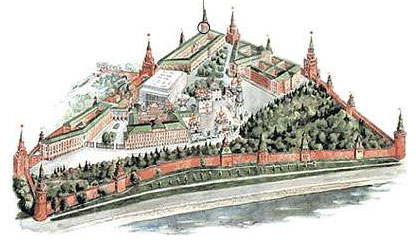
Ubicazione della torre Arsenal'naja angolare

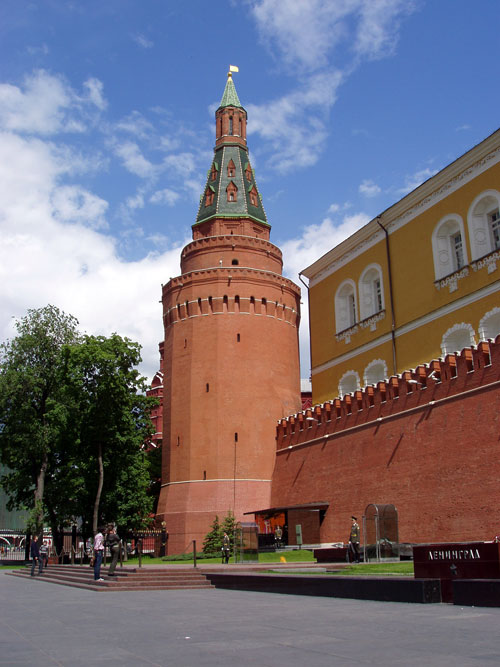
La torre Arsenal'naja angolare

La torre Arsenal'naja angolare (in russo Арсенальная Угловая башня?, Arsenal'naja Uglovaja bašnja) fu costruita nel 1492 dall'architetto Pietro Antonio Solari, noto in Russia come Pëtr Frjazin.
La costruzione di tale torre permise di completare la linea difensiva del Cremlino dalla parte della Piazza Rossa. Fu chiamata a lungo "Torre Sobakin", fino agli inizi del XVIII secolo, in onore del boiardo Sobakin, la cui casa era costruita nelle adiacenze all'interno della cinta muraria.
La definizione di Torre Arsenal'naja angolare deriva naturalmente dalla costruzione dell'Arsenale del Cremlino di Mosca. La torre tuttora è dotata di un pozzo d'acqua segreto.
Nel 1707, in seguito alla minaccia di un'invasione svedese, le bocche da fuoco della torre furono allargate al fine di poter ospitare artiglieria pesante. Nel 1812, anche la torre Arsenal'naja angolare fu danneggiata dalle truppe napoleoniche. Fu ristrutturata tra il 1816 ed il 1819 da Osip Bove.
La torre è alta più di 60 m.
Coordinate geografiche: 55.75511°N 37.616469°E.

## Torre Arsenal'naja mediana

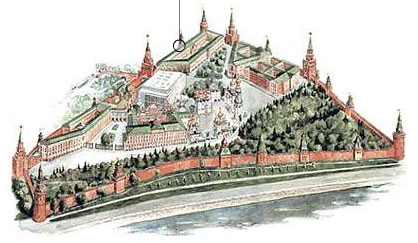
Ubicazione della torre Arsenal'naja mediana

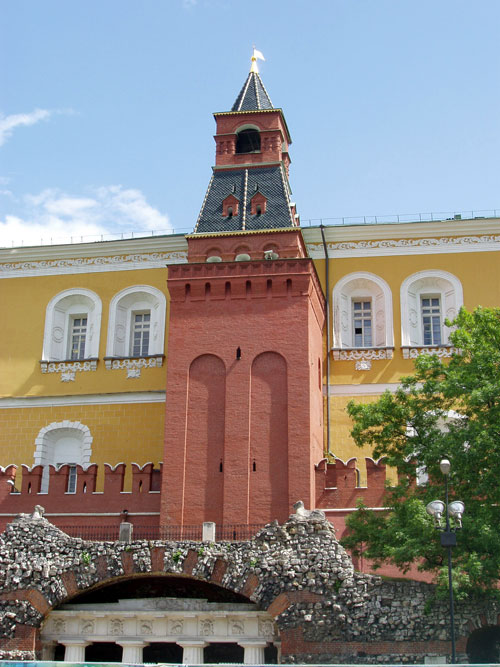
La torre Arsenal'naja mediana

La torre Arsenal'naja mediana (in russo Средняя Арсенальная башня?, Srednjaja Arsenal'naja bašnja) fu costruita nel 1495. È situata nella zona settentrionale delle mura del Cremlino e domina i Giardini di Alessandro.
È situata sul sito che ospitava una precedente torre d'angolo risalente al regno di Demetrio di Russia. Ottiene l'attuale denominazione dopo il completamento dell'Arsenale del Cremlino di Mosca verso la metà del XVIII secolo. Originariamente era invece chiamata la "Torre sfaccettata" proprio a causa del suo aspetto esteriore. Nel 1680, fu aggiunto alla torre un posto di osservazione dotato di un piccolo tetto piramidale.
Nel 1821, quando furono sistemati i Giardini di Alessandro, fu sistemata ai piedi della torre una grotta artificiale, disegnata da Osip Bove.
Coordinate geografiche: 55.753667°N 37.615525°E.

## Torre Troickaja

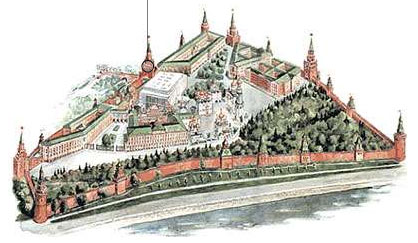
Ubicazione della torre Troickaja

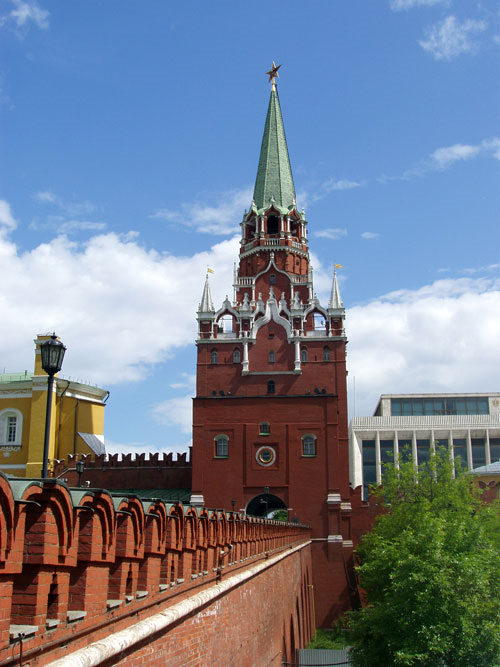
La torre Troickaja

La torre Troickaja (in russo Троицкая башня?, Troickaja bašnja) è una torre attraversabile posta al centro delle mura nordoccidentali del Cremlino di Mosca, rivolta verso i Giardini di Alessandro.
La torre fu costruita tra il 1495 ed il 1499 dall'architetto italiano Aloisio da Milano, noto in Russia come Aleviz Frjazin Staryj. Ebbe numerose denominazioni durante i secoli, tra cui Rizopoloženskaja, Znamenskaja e Karetnaja. L'attuale denominazione però risale al 1658 dalla Troickaja, la locanda di posta (in russo Троицкое подворье?, Troickoe podvor'e) interna al Cremlino.
Il basamento a due livelli ospitò una prigione durante il XVI ed il XVII secolo. Il ponte Troickij, protetto dalla torre Kutaf'ja, conduce fino alle porte della torre. Tra il 1585 ed il 1812 vi fu anche posizionato un orologio sulla sommità.
Nel 1707, per timore di un'invasione da parte degli svedesi, le feritoie della torre Troickaja furono allargate, al fine di poter permetter il tiro a cannoni di dimensioni maggiori.
Nel 1935, i sovietici installarono una stella rossa sulla sommità della torre.
La torre Troickaja è anche la torre più alta del Cremlino. La sua altezza attuale verso i Giardini di Alessandro è - inclusa la stella - di 80 m.
Attualmente, le porte della torre rappresentano il principale ingresso per i visitatori del Cremlino.
Coordinate geografiche: 55.752236°N 37.614602°E

## Torre Kutaf'ja

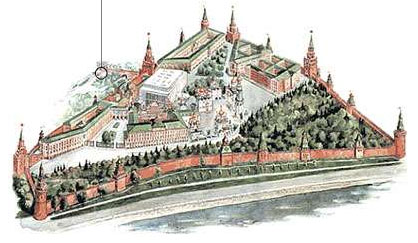
Ubicazione della torre Kutaf'ja

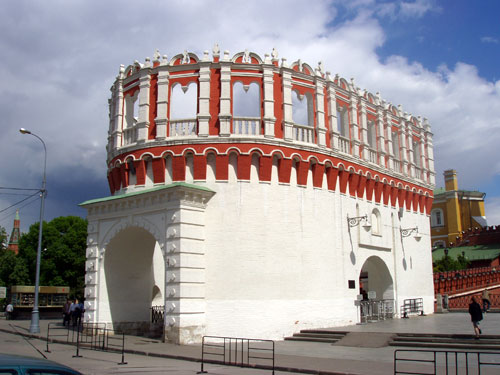
La torre Kutaf'ja

La torre Kutaf'ja (in russo Кутафья башня?, Kutaf'ja bašnja) è una torre-barbacane avanzata.
Fu costruita agli inizi del XVI secolo per proteggere il ponte sulla Neglinnaja che conduce alla torre Troickaja. La torre si sviluppava su due livelli (il divisorio tra i quali fu abbattuto nel 1780): il piano superiore era dotato di aperture per poter colpire il nemico ai piedi della torre. Un elegante coronamento in barocco elisabettiano fu aggiunto nel 1685.
Inizialmente la torre era circondata da un fossato con ponti levatoi in grado di condurre alle porte laterali. Un attraversamento verso via Manežnaja fu successivamente aperto ne 1867. In contemporanea, vennero costruite delle aperture arcuate ai lati e una guardiola sul lato sud che sarebbero poi state smantellate durante i restauri del 1974-1977.
L'altezza raggiunta dalla torre è di 13,5 m.
Coordinate geografiche: 55.752514°N 37.612649°E.

## Torre Komendantskaja

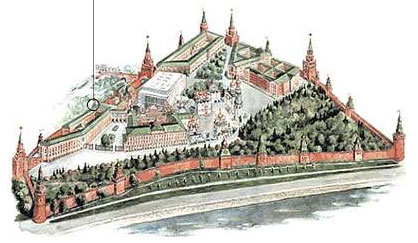
Ubicazione della torre Komendantskaja

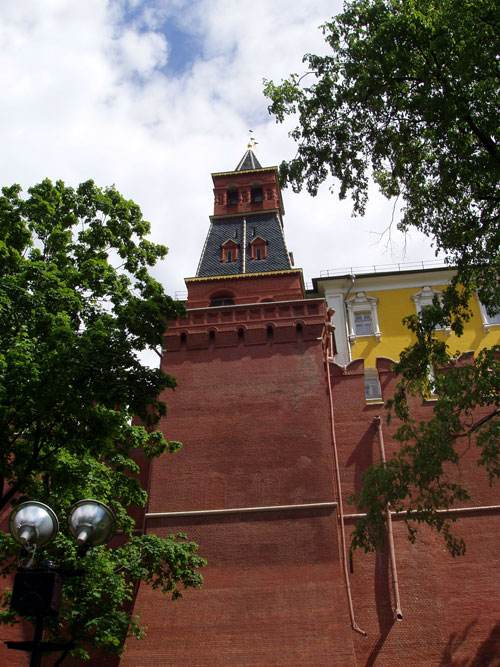
La torre Komendantskaja

La torre Komendantskaja (in russo Комендантская башня?, Komendantskaja bašnja) fu completata nel 1495. 
Era in origine chiamata Kolymažnaja, traendo spunto dallo spiazzo in cui le carrozze del Cremlino di Mosca venivano ospitate.
Assunse l'attuale denominazione - che significa Torre del Comandante, durante il XIX secolo, quando il comandante della città prese a risiedere nel Palazzo dei Divertimenti. Come tutte le torri del Cremlino, fu coperta con un tetto a spioventi ed una torretta d'osservazione tra il 1676 ed il 1686.
L'altezza della torre sul lato esterno - rivolto verso i Giardini di Alessandro - è di 41,25 m.
Coordinate geografiche: 55.750575°N 37.613518°E.

## Torre Oružejnaja

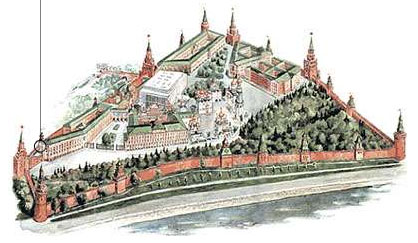
Ubicazione della torre Oružejnaja

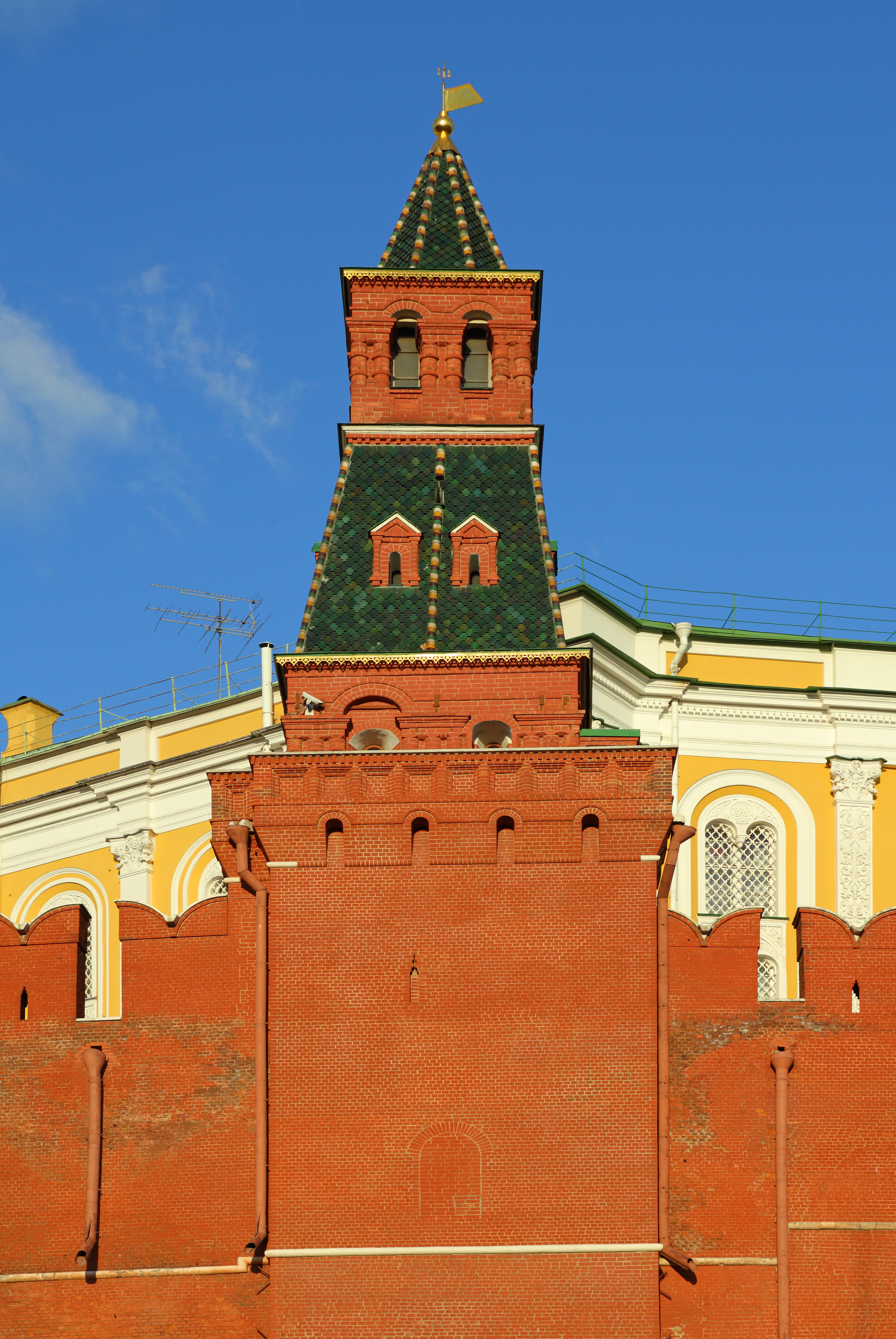
La torre Oružejnaja

La torre Oružejnaja (in russo Оружейная башня?, Oružejnaja bašnja, "Torre dell'Armeria") fu costruita nel 1495. L'attuale denominazione risale al XIX secolo, in seguito alla costruzione dell'attuale Palazzo dell'Armeria. In precedenza era nota come Torre Konjušennaja (in russo Конюшенная башня?, Konjušennaja bašnja), in riferimento alle scuderie reali ubicate nelle vicinanze della torre stessa.
Coordinate geografiche: 55.749428°N 37.612714°E.